# آلفونس فن مله
آلفونس فن مله (هلندی: Alphonse Van Mele; ۲۹ دسامبر ۱۸۹۱ – ۱۱ ژانویهٔ ۱۹۷۲) ژیمناست هنری اهل بلژیک بود.